# Nicole Lange
Nicole Lange (* 19. Oktober 1983 in Bielefeld) ist eine deutsche Autorin.

## Leben
Lange wuchs in Pivitsheide V. H. auf. Nach ihrem Realschulabschluss  absolvierte sie eine Ausbildung zur Bäckerin und anschließend eine Ausbildung zur Kauffrau im Einzelhandel.
Seit ihrem achten Lebensjahr schreibt sie Bücher und Kurzgeschichten. Sie schreibt dramatische, lustige Liebes- und Romantasyromane als Discovery Writer ohne Plot und Plan. Im Juni 2017 erschien ihr Debütroman: „Herz verloren, Liebe gefunden – Blind Date mit einem Filmstar“ im Forever by Ullstein Verlag. Seitdem sind acht Romane und zwei Booksnack-Kurzgeschichten erschienen. Das Werk „Auf Umwegen geküsst“ aus dem Jahre 2018 wurde vom dp-Verlag im Februar 2021 neu aufgelegt und unter dem Titel „Royal Kisses – Verliebt in einen Herzog“ mit neuem Cover veröffentlicht.
Seit September 2021 veröffentlicht Lange zusätzlich im Selfpublishing. 
Lange lebt mit ihrem Mann und ihren beiden Kindern in Bad Salzuflen.

## Werke
- Herz verloren, Liebe gefunden – Blind Date mit einem Filmstar. Roman, E-Book, Forever by Ullstein, Berlin 2017, ISBN 978-3-95818-196-0
- Weil Liebe einfach einfach ist. Booksnack Kurzgeschichte, E-Book, dp Digital Publishers Verlag, Stuttgart 2017, ISBN 978-3-96087-269-6
- Simply the Best. Booksnack Kurzgeschichte, E-Book, dp Digital Publishers Verlag, Stuttgart, 2018, ISBN 978-3-96087-362-4
- Auf Umwegen geküsst. Roman, E-Book, Taschenbuch, dp Digital Publishers Verlag, Stuttgart 2018, ISBN 978-3-96087-372-3
- Palast der Träume – Um der Liebe Willen. Roman, E-Book, Taschenbuch, dp Digital Publishers Verlag, Stuttgart 2018, ISBN 978-3-96087-487-4
- Palast der Träume – Um die Liebe zu ändern. Roman, E-Book, Taschenbuch, dp Digital Publishers Verlag, Stuttgart 2019, ISBN 978-3-96087-716-5
- Götterträne – Verliebt in einen Gott. Roman, E-Book, Taschenbuch, Federtraum Verlag, Oberhausen bei Kirn 2019, ISBN 978-3-948253-03-5
- Götterträne – Verraten von einem Gott. Roman, E-Book, Taschenbuch, Federtraum Verlag, Oberhausen bei Kirn 2020, ISBN 978-3-948253-04-2
- Royal Kisses – Verliebt in einen Herzog. Roman, E-Book, Taschenbuch, dp Digital Publishers Verlag, Stuttgart 2021, ISBN 978-3-96817-519-5
- Unerwartet Wir.  Roman, E-Book, Taschenbuch, WREADERS Verlag, Sassenberg 2021, ISBN 978-3-96733-196-7
- Empire – Ein Himmel aus Opal. E-Book, Taschenbuch, Hörbuch, Selfpublishing, Bellevue, Washington, USA 2021
- Empire – Ein Kleid aus Kristall. E-Book, Taschenbuch, Hardcover, Selfpublishing, Bellevue, Washington, USA 2022
- Liberandum – Bleib standhaft, Aingeal. E-Book, Taschenbuch, Hardcover, Selfpublishing, Bellevue, Washington, USA 2022
- Aventurin – Verraten und Vergessen. E-Book, Taschenbuch, Hardcover, Selfpublishing, Bellevue, Washington, USA 2023
- Aventurin – Verzeihen und Befreien. E-Book, Taschenbuch, Hardcover, Selfpublishing, Bellevue, Washington, USA 2023